# Manne Olsson
Vilhelm Emanuel (Manne) Olsson, född 17 april 1908 i Turinge församling, död där 2 april 1974, var en svensk kommunalnämndsordförande och socialdemokratisk politiker.
Olsson var ledamot av riksdagens första kammare 1962 samt 1964-1970, invald i Stockholms läns och Uppsala läns valkrets.